# 及第
及第，亦称登第、擢第、登科。中国古代科举考试用语。
《说文解字》：“及，逮也。”又：“第，次也。”“及第”意为科举考试应试中选，唐代时，各科及第的标准不同，及第只用于考中进士。科举考试及格被录取者，列榜榜上题名有甲乙次第，通称及第，不中者称落第。唐朝秀才“汉之取士，其射策中者谓之‘高第’”。广义来说，科举考试被录取，即称为及第；狭义上讲，为所谓进士及第者。宋代殿试分甲取人，文科一二甲赐本科及第，武科状元赐武举及第。礼部试和殿试合格之人，通称及第举人、及第人。明清时殿试一甲，赐进士及第，即：状元、榜眼、探花。